# Épicerie des années 1900-1930 du musée d'Aquitaine

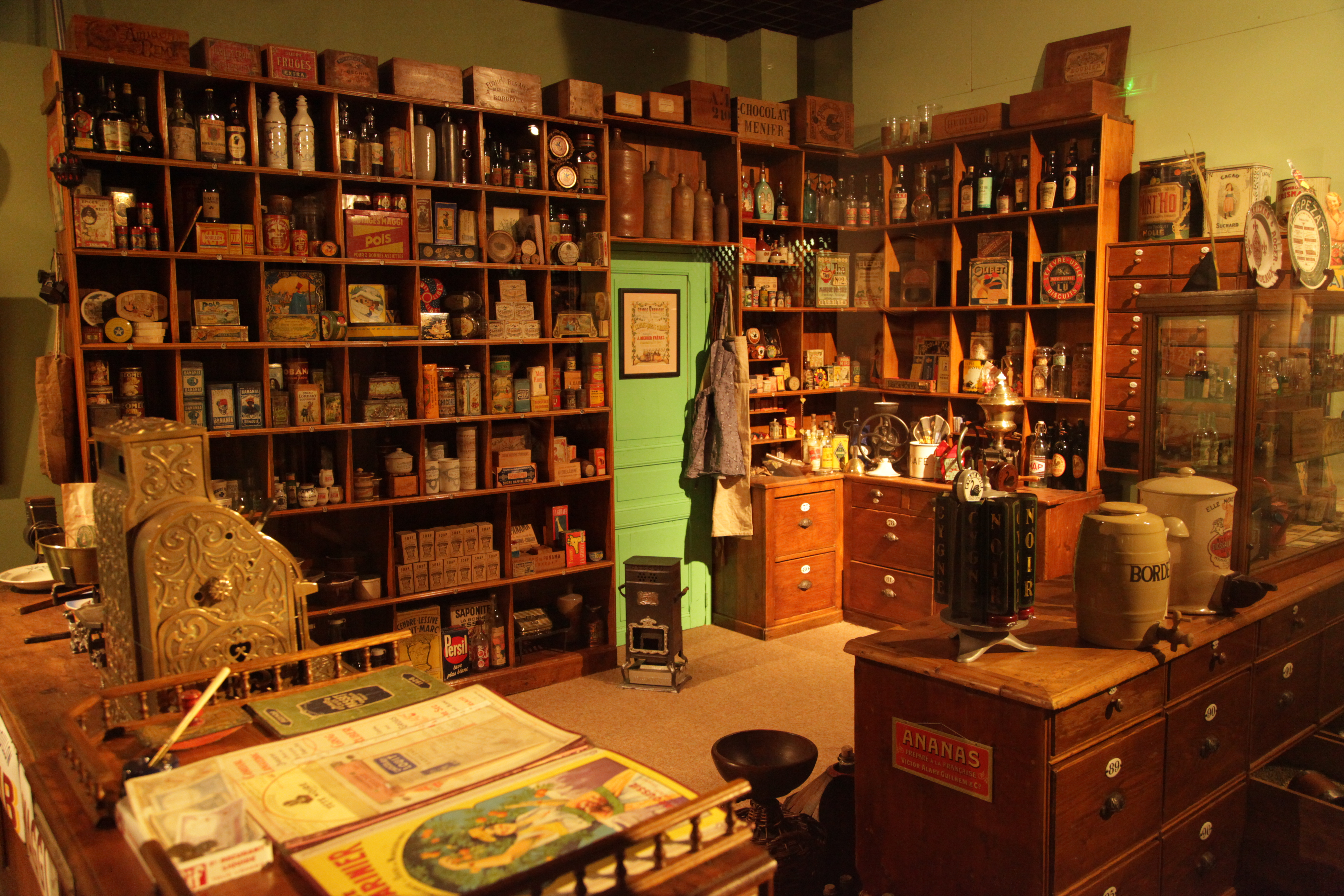
Vue générale de l'épicerie (janvier 2013).

 (septembre 2021).
L'épicerie des années 1900-1930 du musée d'Aquitaine est une installation permanente du musée d'Aquitaine à Bordeaux qui consiste en une épicerie des années 1900 à 1930.
Elle est enregistrée sous le numéro d'inventaire 2011.10.1.

## Historique
En 2011, le musée d'Aquitaine a acquis, grâce à la participation financière du Fonds régional d'acquisition pour les musées (FRAM) d'Aquitaine, le mobilier et les accessoires d'une épicerie reconstituée par un collectionneur mérignacais. Sur la base des meubles d'une ancienne épicerie de Romorantin (Loir-et-Cher), cet amateur a réuni, entre 1985 et 2010, une considérable quantité d'outils, de produits de marques dans leurs conditionnements originaux et d'objets publicitaires collectés sur des vide-greniers, foires à la brocante, marchés aux puces, salles de ventes.
C'est donc une épicerie « reconstituée » que le musée présente, plus fournie que celles que le chaland de l'époque trouvait au coin de sa rue.
Lors de l’exposition « Bordeaux, années 20-30 » organisée au musée d'Aquitaine du 24 octobre 2008 au 15 mars 2009, cette épicerie a été présentée en évocation du secteur prépondérant de l'alimentation dans l’activité économique girondine. Elle témoigne de la prospérité et du dynamisme industriel de Bordeaux et de sa région, transformant pour les consommateurs français les produits exotiques arrivant dans son port.
Entourés de parois vitrées, les différents comptoirs sont visibles de tous côtés.

## Inventaire
L’inventaire de l’épicerie comprend les éléments suivants :
- mobilier : comptoir de caisse avec pourtour à balustres, comptoirs et meubles à tiroirs numérotés, vitrine en verre avec armature en bois, vaisselier, desserte… ;
- accessoires : caisse enregistreuse de marque National[2], balance Roberval et sa boîte de poids en laiton et ses poids en fonte, torréfacteur et moulin à café professionnel, moulin à poivre de comptoir, vinaigrier, présentoir pivotant pour boîtes de cirage, présentoir à sucettes, baquet à saumure… ;
- objets publicitaires tels qu'une pendule murale Saint-Raphaël Quinquina, diverses plaques émaillées et tôles lithographiées, éventails… ;
- produits dans leur conditionnement : bouteilles de liqueurs et de rhum, flacons, mignonnettes, bouteilles de bière, boîtes de conserves de fruits ou de légumes, bocaux de bonbons, boîtes de confiserie, pots de moutarde, pots en verre, terrines en faïence ou en grès pour foie gras ou charcuterie, pots de yaourts en verre, paquets de lessive, morceaux de sucre emballés…

## Quelques marques
Les marques suivantes y sont représentées :
- « Café des planteurs de São Paulo » ;
- « Toni-Kola », H. Sécrestat aîné à Bordeaux ;
- « Liqueur du R.P.A. Kermann », F. Cazanove à Bordeaux ;
- « Bouillon Kub » ;
- « Maggi » ;
- « Huile de la Croix verte » ;
- « Rhum Saint-Esprit » ;
- « Rhum Charleston » de Marie Brizard à Bordeaux ;
- apéritif « Salambo » de Bardinet à Bordeaux puis Blanquefort ;
- apéritifs « Lillet » à Podensac.

Vues de l’épicerie.
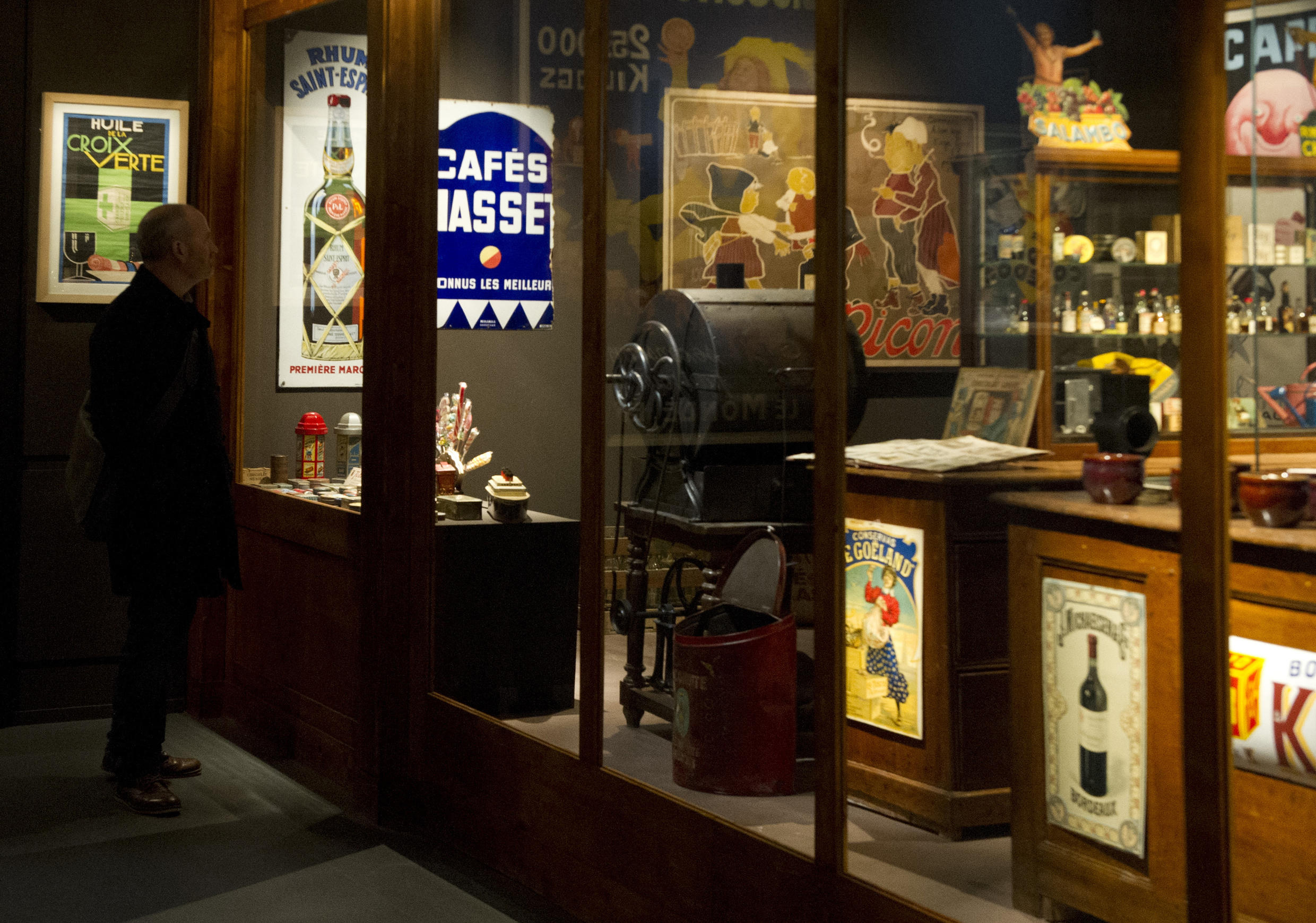
Façade (mars 2014).
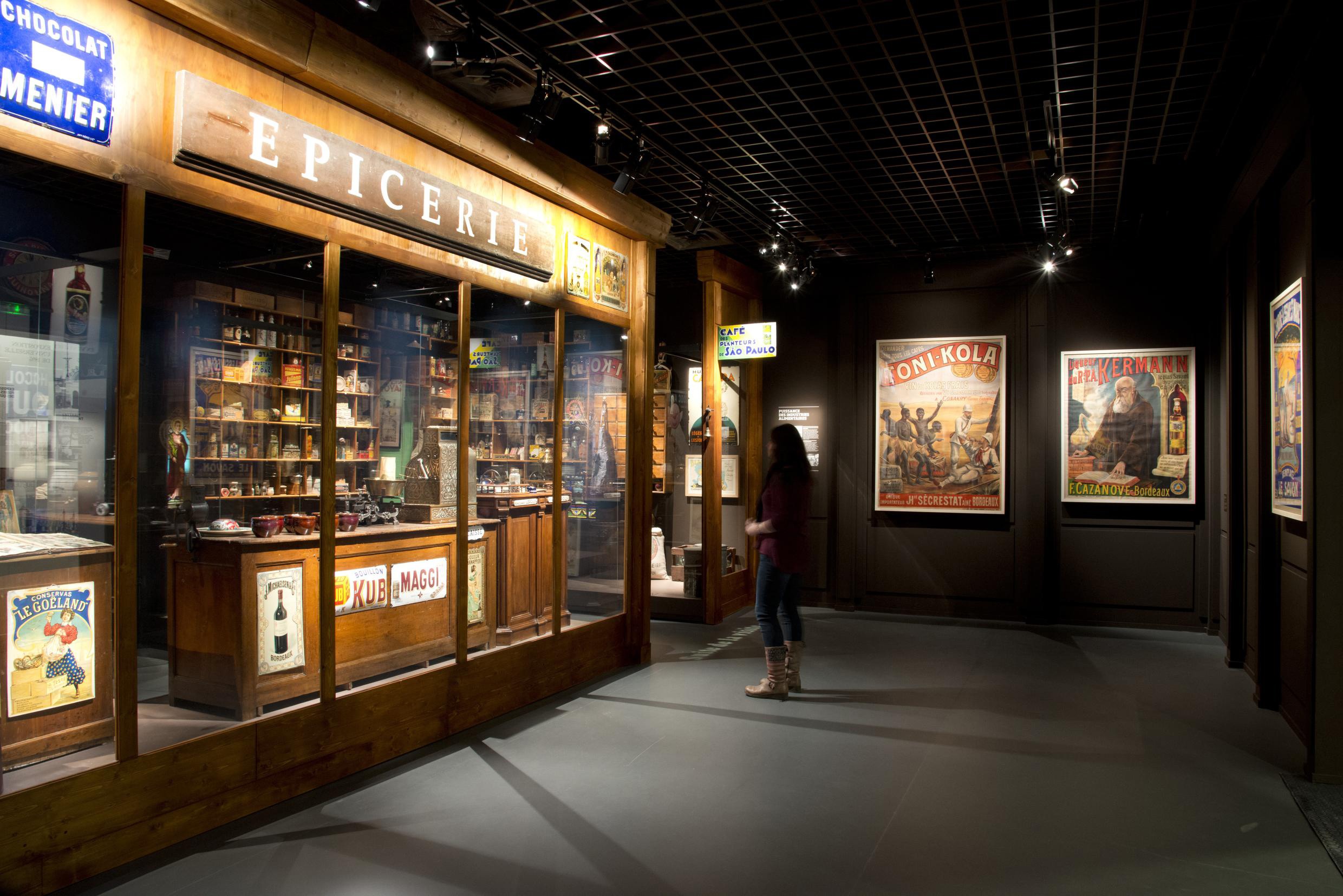
Façade (mars 2014).
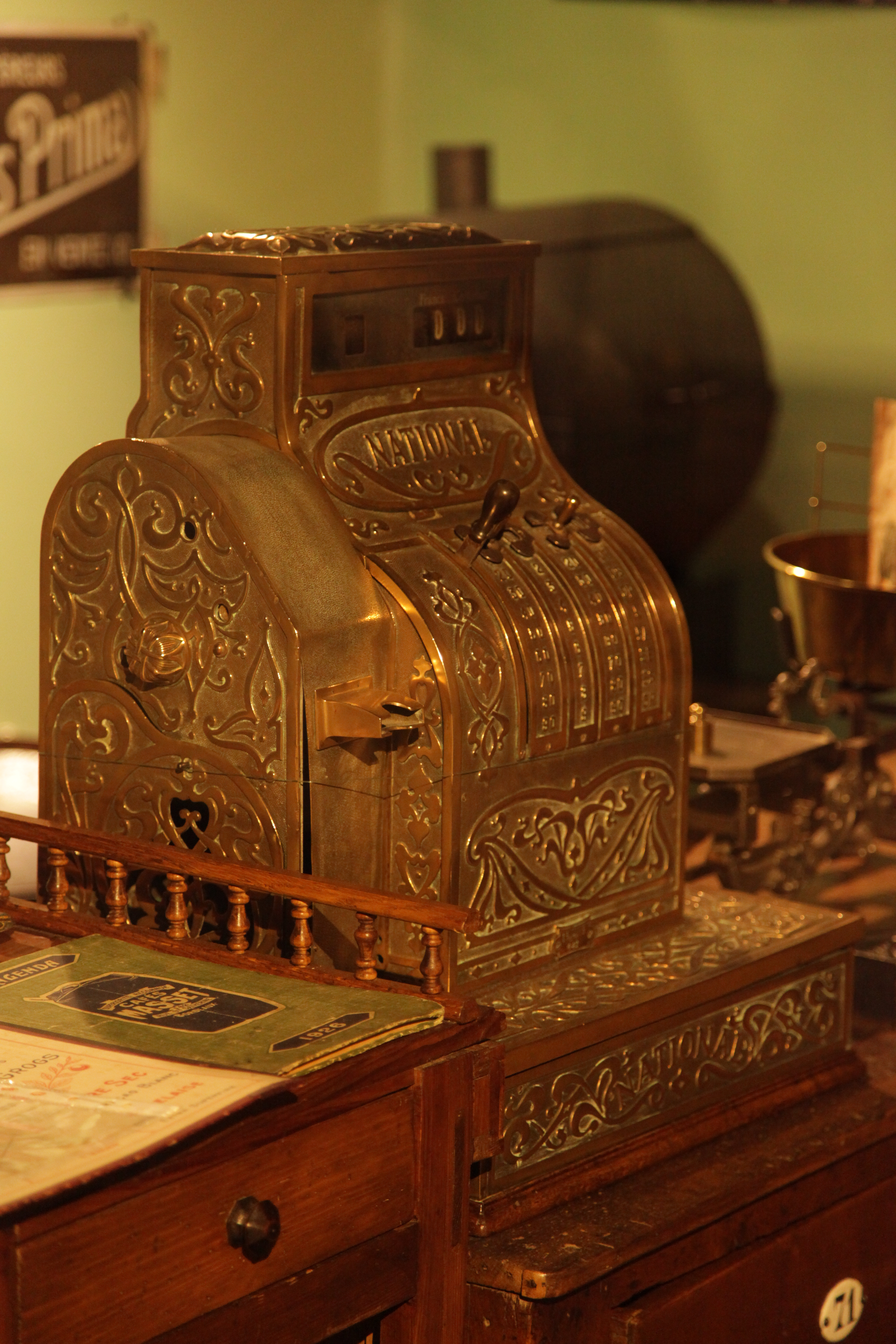
Caisse enregistreuse (janvier 2013).
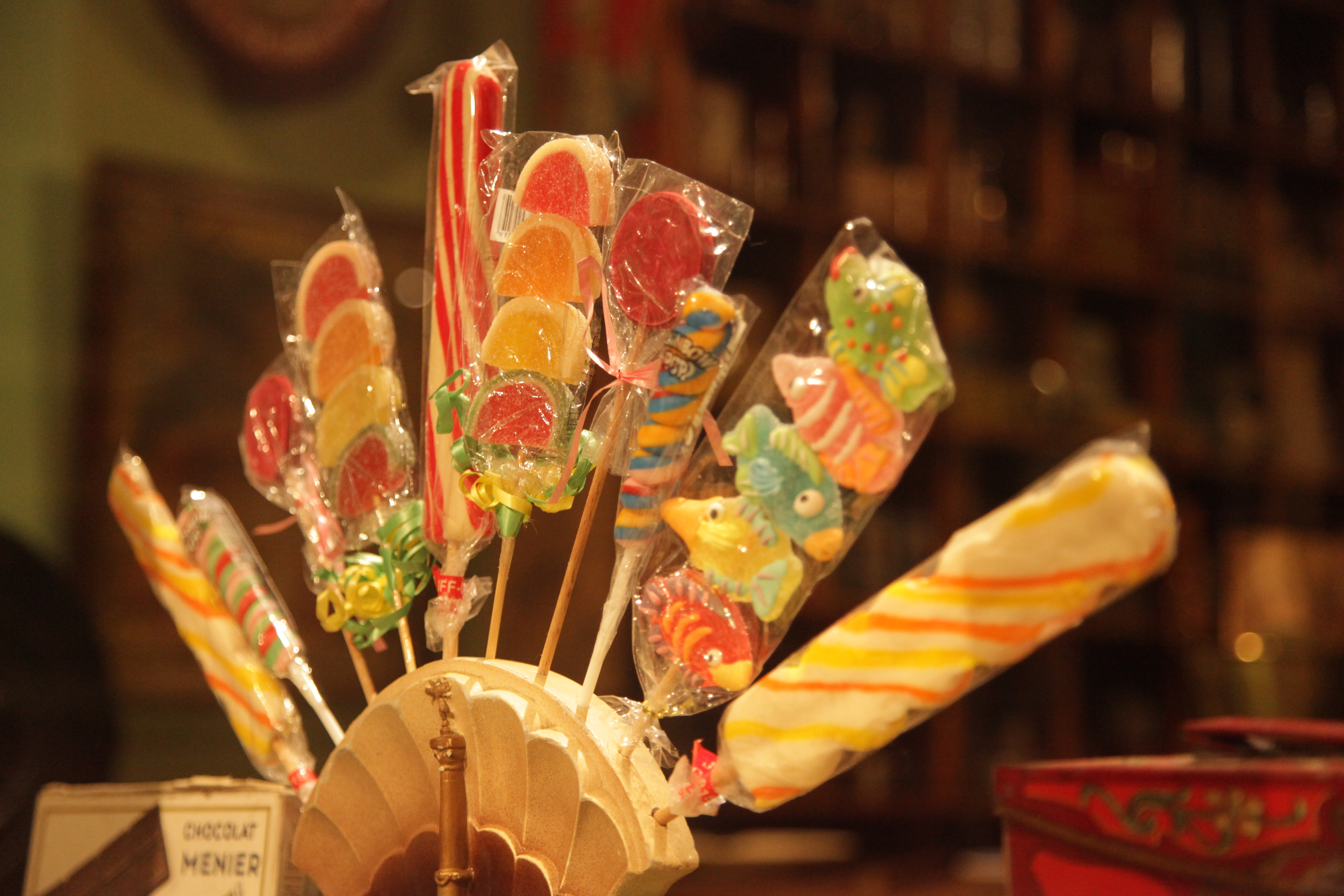
Présentoir à sucettes (janvier 2013).